# Barbara Lewandowska

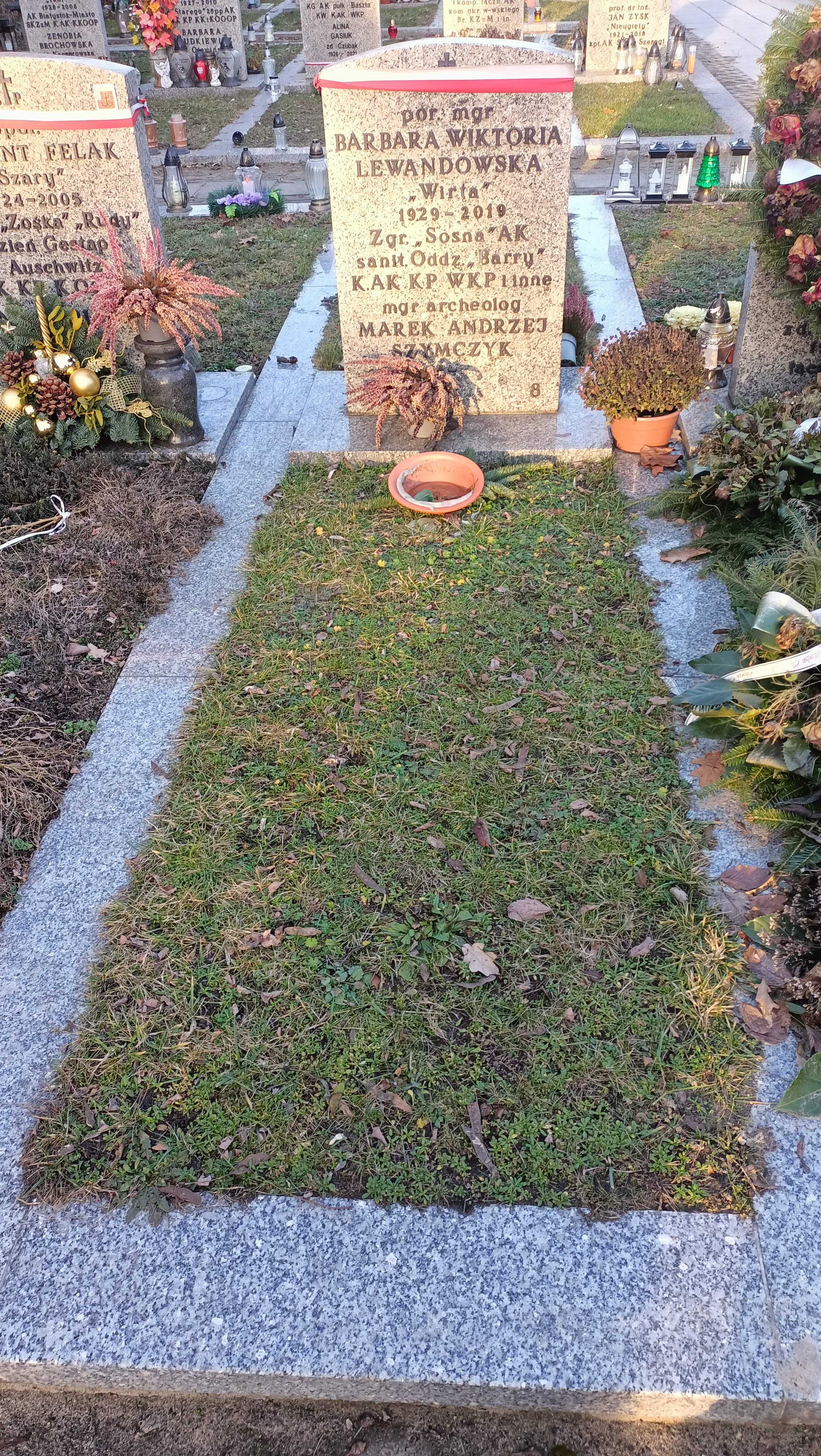
Grób Barbary Lewandowskiej na cmentarzu Wojskowym na Powązkach

Barbara Wiktoria Lewandowska, ps. „Wirta” (ur. 16 kwietnia 1929 w Warszawie, zm. 16 września 2019 tamże) – polska pisarka, wieloletnia redaktor naczelna czasopisma „Miś”, autorka książek dla dzieci i słuchowisk radiowych. Uczestniczka powstania warszawskiego.

## Życiorys
Urodziła się 16 kwietnia 1929 roku w Warszawie w rodzinie Wacława i Marianny z domu Andrzejczak. W okresie okupacji niemieckiej należała do 15. Żeńskiej Drużyny Harcerskiej Szarych Szeregów. Podczas powstania warszawskiego działała pod pseudonimem „Wirta” i pełniła funkcję sanitariuszki w Oddziale „Barry” Państwowego Korpusu Bezpieczeństwa (Pluton „Dorsza”) na szlaku bojowym Stare Miasto – kanały – Śródmieście Północ. Po powstaniu, jako jeńca, więziono ją najpierw w Stalagu 344 Lamsdorf, a później w Stalagu IV-B/H Zeithain.
Po wojnie ukończyła studia na Wydziale Filozoficzno-Społecznym Uniwersytetu Warszawskiego, w ramach którego studiowała pedagogikę i psychologię. Wyszła za mąż za powstańca Jana Szymczyka. W 1952 roku zadebiutowała w prasie dziecięcej, a rok później dołączyła do redakcji wydawnictwa Nasza Księgarnia, w której pracowała do 1959 roku. Po okresie pracy dla Wydawnictwa Harcerskiego, przeniosła się do Polskiego Radia, dla którego napisała kilkadziesiąt słuchowisk radiowych. Od 1967 roku należała do Stowarzyszenia Autorów ZAiKS. Kierowała kilkoma działami tematycznymi w „Świerszczyku”. Od lat 70. XX w. przez dwie dekady była redaktor naczelną magazynu dla dzieci „Miś”.
Publikowała wiersze i prozę dla dzieci. W swoich utworach łączyła realizm z motywami fantastycznymi, wplatając jednocześnie elementy edukacyjne. Poza słuchowiskami pisała także teksty piosenek dla radia i telewizji (najczęściej do muzyki Franciszki Leszczyńskiej) oraz dialogi do filmów i scenariusze.
Została odznaczona Warszawskim Krzyżem Powstańczym, Krzyżem Armii Krajowej, Złotym Krzyżem Zasługi i Krzyżem Kawalerskim Orderu Odrodzenia Polski. W 1974 roku otrzymała Medal Komisji Edukacji Narodowej, w 1982 roku Nagrodę Prezesa Rady Ministrów (z Janiną Krzemińską), a w 2007 roku srebrny Medal Zasłużony Kulturze „Gloria Artis”.
Została mianowana „Honorową Babcią” Przedszkola nr 395 w Warszawie, w którym odbywa się Ursynowski Przegląd Twórczości Barbary Lewandowskiej. W 2015 roku nadano przedszkolu imię pisarki.
Zmarła 16 września 2019 roku w Warszawie. Została pochowana na Cmentarzu Wojskowym na Powązkach (kwatera D22-5-8).

## Wybrana twórczość
- Lato czarodziej. Halina Gutsche (ilustr.). Biuro Wydawnicze „Ruch”, 1963. OCLC 836048162. Brak numerów stron w książce
- Nie dziw się żyrafie. Barbara Baranowska (ilustr.). Biuro Wydawnicze „Ruch”, 1963. OCLC 832946411. Brak numerów stron w książce
- Nawet przedmioty mają kłopoty. Włodzimierz Terechowicz (ilustr.). Biuro Wydawnicze „Ruch”, 1968. OCLC 830905437. Brak numerów stron w książce
- Stragan pani Jesieni. Teresa Wilbik (ilustr.). Biuro Wydawnicze „Ruch”, 1969. OCLC 829889947. Brak numerów stron w książce
- Daleko i blisko. Teresa Kosińska (ilustr.). Krajowa Agencja Wydawnicza, 1976. OCLC 830985692. Brak numerów stron w książce
- Mokry łakomczuch. Janina Krzemińska (ilustr.). Nasza Księgarnia, 1976. OCLC 804990937. Brak numerów stron w książce
- Odlot. Elżbieta Murawska (ilustr.). Nasza Księgarnia, 1982. ISBN 83-10-08235-5. Brak numerów stron w książce
- Poczytaj mi... Bohdan Butenko (ilustr.). Nasza Księgarnia, 1984. ISBN 83-10-08621-0. Brak numerów stron w książce
- Kropka szczęścia. Hanna Grodzka-Nowak (ilustr.). Nasza Księgarnia, 1984. ISBN 83-10-08623-7. Brak numerów stron w książce